# Emoia
Genre
Emoia est un genre de sauriens de la famille des Scincidae.

## Répartition
Les espèces de ce genre se rencontrent en Océanie et dans les îles de l'Asie du Sud-Est.

## Liste des espèces
Selon The Reptile Database (23 décembre 2015) :
- Emoia adspersa (Steindachner, 1870)
- Emoia aenea Brown & Parker, 1985
- Emoia ahli (Vogt, 1932)
- Emoia aneityumensis Medway, 1974
- Emoia arnoensis Brown & Marshall, 1953
- Emoia atrocostata (Lesson, 1830)
- Emoia aurulenta Brown & Parker, 1985
- Emoia battersbyi (Procter, 1923)
- Emoia baudini (Duméril & Bibron, 1839)
- Emoia bismarckensis Brown, 1983
- Emoia boettgeri (Sternfeld, 1918)
- Emoia bogerti Brown, 1953
- Emoia brongersmai Brown, 1991
- Emoia caeruleocauda (De Vis, 1892)
- Emoia callisticta (Peters & Doria, 1878)
- Emoia campbelli Brown & Gibbons, 1986
- Emoia coggeri Brown, 1991
- Emoia concolor (Duméril, 1851)
- Emoia cyanogaster (Lesson, 1830)
- Emoia cyanura (Lesson, 1826)
- Emoia cyclops Brown, 1991
- Emoia digul Brown, 1991
- Emoia erronan Brown, 1991
- Emoia flavigularis Schmidt, 1932
- Emoia guttata Brown & Allison, 1986
- Emoia impar (Werner, 1898)
- Emoia irianensis Brown, 1991
- Emoia isolata Brown, 1991
- Emoia jakati (Kopstein, 1926)
- Emoia jamur Brown, 1991
- Emoia kitcheneri How, Durrant, Smith & Saleh, 1998
- Emoia klossi (Boulenger, 1914)
- Emoia kordoana (Meyer, 1874)
- Emoia kuekenthali (Boettger, 1895)
- Emoia laobaoense Bourret, 1937
- Emoia lawesi (Günther, 1874)
- Emoia longicauda (Macleay, 1877)
- Emoia loveridgei Brown, 1953
- Emoia loyaltiensis (Roux, 1913)
- Emoia maculata Brown, 1954
- Emoia maxima Brown, 1953
- Emoia mivarti (Boulenger, 1887)
- Emoia mokolahi Zug, Ineich, Pregill & Hamilton, 2012
- Emoia mokosariniveikau Zug & Ineich, 1995
- Emoia montana Brown, 1991
- Emoia nativitatis (Boulenger, 1887)
- Emoia nigra (Jacquinot & Guichenot, 1853)
- Emoia nigromarginata (Roux, 1913)
- Emoia obscura (De Jong, 1927)
- Emoia oribata Brown, 1953
- Emoia oriva Zug, 2012
- Emoia pallidiceps (De Vis, 1890)
- Emoia paniai Brown, 1991
- Emoia parkeri Brown, Pernetta & Watling, 1980
- Emoia physicae (Duméril & Bibron, 1839)
- Emoia physicina Brown & Parker, 1985
- Emoia ponapea Kiester, 1982
- Emoia popei Brown, 1953
- Emoia pseudocyanura Brown, 1991
- Emoia pseudopallidiceps Brown, 1991
- Emoia reimschiisseli Tanner, 1950
- Emoia rennellensis Brown, 1991
- Emoia ruficauda Taylor, 1915
- Emoia rufilabialis McCoy & Webber, 1984
- Emoia samoensis (Duméril, 1851)
- Emoia sanfordi Schmidt & Burt, 1930
- Emoia schmidti Brown, 1954
- Emoia similis Dunn, 1927
- Emoia slevini Brown & Falanruw, 1972
- Emoia sorex (Boettger, 1895)
- Emoia submetallica (Macleay, 1877)
- Emoia taumakoensis McCoy & Webber, 1984
- Emoia tetrataenia (Boulenger, 1895)
- Emoia tongana (Werner, 1899)
- Emoia tropidolepis (Boulenger, 1914)
- Emoia trossula Brown & Gibbons, 1986
- Emoia tuitarere Zug, Hamilton & Austin, 2011
- Emoia veracunda Brown, 1953

## Publication originale
- Gray, 1845 : Catalogue of the specimens of lizards in the collection of the British Museum, p. 1-289 (texte intégral).